# 1112
1112 (MCXII) fue un año bisiesto comenzado en lunes del calendario juliano.

## Acontecimientos
- Se funda el estado alemán de Baden
- Alfonso I proclamado Rey de Portugal

## Fallecimientos
- 21 de abril - Beltrán de Tolosa, conde de Tolosa y Trípoli.
- Enrique de Borgoña, conde de Portugal, (n. 1066).
- 5 o 12 de diciembre - Tancredo de Galilea, príncipe de Galilea.